# San Antolín (España)
San Antolín (llamada oficialmente Santa Eufemia de Santo Antolín) es una parroquia y una aldea española del municipio de Sarria, en la provincia de Lugo, Galicia.

## Otras denominaciones
La parroquia también es conocida por el nombre de Santa Eufemia de San Antolín.

## Organización territorial
La parroquia está formada por tres entidades de población, constando una de ellas en el nomenclátor del Instituto Nacional de Estadística español:
- Pacio
- San Antolín (Santo Antolín)
- Santa Eufemia

## Demografía
Gráfica demográfica de la aldea y parroquia de San Antolín según el INE español:
| Gráfica de evolución demográfica de San Antolín entre 2000 y 2021 |
|                                                                   |
| Datos según el nomenclátor publicado por el INE.                  |